# 曾偉恩
曾偉恩（1999年3月11日—），台灣棒球運動員，阿美族人。2011年代表中華台北參加12U世界棒球錦標賽，結果中華台北獲得冠軍，而曾偉恩抱回大會的最有價值球員、最佳右投手以及明星隊最佳一壘手頭銜，學生生涯先後就讀了光復國小、光復國中、平鎮高中和國立嘉義大學，大學畢業後通過測試加盟綺麗珊瑚。